# Vesto Slipher
Vesto Melvin Slipher (n. 11 noiembrie 1875, Mulberry⁠(d), Indiana, SUA – d. 8 noiembrie 1969, Flagstaff, Arizona, SUA) a fost un astronom american care a efectuat primele măsurători ale vitezelor radiale pentru galaxii, oferind baza empirică pentru expansiunea universului.

Slipher a fost născut în Mulberry⁠(d), și a finalizat doctoratul său la Universitatea din Indiana, în 1909. El și-a petrecut întreaga carieră la Observatorul Lowell⁠(d) din Flagstaff, Arizona, unde a fost promovat director adjunct în 1915, director de activități din 1916, și în cele din urmă director din 1926 până la pensionarea sa, în 1952.
Fratele lui Earl C. Slipher a fost, de asemenea, un astronom și director la Observatorul Lowell.
Slipher a folosit spectroscopia pentru a investiga perioadele de rotație a planetelor și compoziția atmosferelor planetare. În 1912, el a fost primul care a observat deplasarea de linii spectrale a galaxiilor, făcându-l descoperitorul deplasării spre roșu galactice.
În 1914, Slipher a făcut de asemenea prima descoperire a rotației galaxiilor spirale.
El a descoperit stratul de sodiu⁠(d) în 1929. El a fost responsabil pentru angajarea lui Clyde Tombaugh și a supravegheat activitatea care a dus la descoperirea lui Pluto în 1930.
Edwin Hubble este de obicei creditat incorect cu descoperirea deplasării spre roșu a galaxiilor; aceste măsurători și semnificația lor au fost înțelese înainte de 1917 de către James Edward Keeler (Lick & Allegheny), Vesto Melvin Slipher (Lowell), și William Wallace Campbell (Lick) la alte observatoare.
Combinând propriile lor măsurători de distanțe galactice cu măsurătorile deplasărilor spre roșu asociate cu galaxiile, ale lui Vesto Slipher, Hubble și Milton L. Humason descoperit o proporționalitate brută a distanțelor obiectelor cu deplasările lor spre roșu. Această corelație deplasare spre roșu - distanță, în prezent numită legea lui Hubble, a fost formulată de către Hubble și Humason în 1929 și a devenit baza pentru modelul modern al universului în expansiune.
Slipher a murit în Flagstaff, Arizona și este îngropat acolo în Cimitirul Cetățenilor.

## Premii
- Premiul Lalande (1919)[12]
- Medalia de aur a Academiei de Științe din Paris (1919)[12]
- Medalia Henry Draper⁠(d) a Academiei Naționale de Științe (1932)[12][21]
- Medalia de aur de la Royal Astronomical Society (1932)[12][22]
- Medalia Bruce (1935)[23]
- Craterul Slipher⁠(d) pe Lună este numit după Earl și Vesto Slipher, cum este și craterul Slipher⁠(d) pe Marte și asteroidul 1766 Slipher, descoperit la 7 septembrie 1962, de către Programul pentru Asteroizi Indiana.

## Legături externe
- Biblioteca de Observatorul Lowell: Biografia lui V. M. Slipher
- Observatorul Regal, Edinburgh: Istorie, Documente Și Link-uri Externe pe V. M. Slipher
- Vesto Melvin Slipher la Find a Grave
- V. Slipher @ Astrofizică Sistemul De Date